# Chigua Jiao
Chigua Jiao (chinesisch 赤瓜礁, Pinyin Chìguā Jiāo oder auch Johnson South Reef; vietnamesisch: Đá Gạc Ma) ist ein Korallenriff im Südwesten des Atolls Union Banks (Jiuzhang Qunjiao, chinesisch 九章群礁) der Nansha-Inseln im Südchinesischen Meer, das von der Volksrepublik China kontrolliert wird. Chigua Jiao wird von der Volksrepublik China als Teil der Stadt Sansha seiner Provinz Hainan verwaltet; die Philippinen, Brunei, Vietnam und die Republik China erheben im Rahmen der Territorialkonflikte im Südchinesischen Meer Anspruch auf die Insel.
1988 kam es in den Gewässern von Chigua Jiao zu einem blutigen Gefecht mit der vietnamesischen Marine, bei dem 64 vietnamesische Marinesoldaten gestorben sind. Das Riff wird seit 1990 durch einen künstlichen Damm geschützt. Es ist bei Springflut völlig überflutet, bei normaler Flut ragen zahlreiche Felsspitzen deutlich aus dem Wasser. Auf diesen Felsen wurden inzwischen Kai-Anlagen und weitere Befestigungen sowie ein permanent besetzter Stützpunkt der chinesischen Marine errichtet und im Mai 2014 eine Landfläche von rund 11 Hektar aufgeschüttet. Diese ist zum Teil mit Kokospalmen und Chinesischen Hanfpalmen bepflanzt worden. An einer Stelle der Riff-Formation (9° 43′ N, 114° 17′ O) wurde ein Leuchtturm errichtet.
Im März 2011 hat China Mobile Chigua Jiao und das sie umgebende Seegebiet an das chinesische Handy-Netz angeschlossen.